# Parke-Taylor-Formel
Die Parke-Taylor-Formel, nach Stephen Parke und Tomasz Taylor, ist eine Formel in der Quantenchromodynamik. Sie gibt das Matrixelement einer Streuung von {\displaystyle n} farbgeordneten Gluonen, von denen genau {\displaystyle n-2} dieselbe Helizität haben, in niedrigster Ordnung der Störungstheorie an. Diese Streuprozesse werden maximal helizitätsverletzende (MHV) Streuamplituden genannt, da Matrixelemente, in denen alle Gluonen dieselbe oder nur ein Gluon verschiedene Helizität haben, identisch Null sind.
Die Parke-Taylor-Formel lautet im Spinor-Helizitäts-Formalismus:
{\displaystyle {\tilde {\mathcal {A}}}_{n}(1^{+},2^{+},\dots ,j^{-},\dots ,k^{-},\dots ,n^{+})={\frac {\langle jk\rangle ^{4}}{\langle 12\rangle \langle 23\rangle \dots \langle n1\rangle }}}
Dabei bezeichnet:
- {\displaystyle {\tilde {\mathcal {A}}}_{n}} das farbgeordnete Matrixelement,
- {\displaystyle \pm } die Helizität der beteiligten Gluonen und
- {\displaystyle \langle ij\rangle =e^{\mathrm {i} \phi }{\sqrt {2p_{i}\cdot p_{j}}}} mit den Viererimpulsen {\displaystyle p} der beteiligten Gluonen und einer beliebigen reellen Zahl {\displaystyle \phi }, solange die Impulse der Gluonen selbst reell sind.

Das Matrixelement für den Fall, dass die beiden Gluonen positiver Helizität sind, kann durch komplexe Konjugation der obigen Formel berechnet werden, da die Quantenchromodynamik paritätsinvariant ist.
Verglichen mit einer direkten Berechnung über Feynman-Diagramme ist das Ergebnis von Parke und Taylor bemerkenswert einfach. Der Beweis der Parke-Taylor-Formel erfolgte 1988 durch Frederik Berends und Walter Giele mittels einer Rekursion.

## Spezialfall von 3-Gluon-Amplituden
Im Fall von drei Gluonen ist notwendigerweise eine Helizität nur einmal vertreten: {\displaystyle A_{3}^{MHV}(1^{-},2^{-},3^{+})} oder {\displaystyle A_{3}^{\overline {MHV}}(1^{+},2^{+},3^{-})}. Jedoch verschwindet die drei Gluon-Amplitude nicht immer: Wenn entweder die holomorphen oder die antiholomorphen Spinoren kollinear sind, gilt analog zu oben:
{\displaystyle A_{3}^{MHV}(1^{-},2^{-},3^{+})={\frac {\langle 12\rangle ^{3}}{\langle 23\rangle \langle 31\rangle }}}
{\displaystyle A_{3}^{\overline {MHV}}(1^{+},2^{+},3^{-})={\frac {[12]^{3}}{[23][31]}}}
Da farbgeordnete Amplituden eine zyklische Symmetrie besitzen, sind damit alle möglichen 3-Gluon-Amplituden gegeben.

### Beweis
Aus der Impulserhaltung {\displaystyle p_{1}^{\mu }+p_{2}^{\mu }+p_{3}^{\mu }=0} (alle Impulse auslaufend definiert) folgt, dass für die Mandelstam-Variablen {\displaystyle \langle 12\rangle [21]=2p_{1}\cdot p_{2}=0,\langle 23\rangle [32]=2p_{2}\cdot p_{3}=0} und {\displaystyle \langle 31\rangle [13]=2p_{3}\cdot p_{1}=0} gilt. Für die Klammern folgt daraus, das entweder {\displaystyle \langle 12\rangle =\langle 23\rangle =\langle 31\rangle =0} oder {\displaystyle [12]=[23]=[31]=0} gilt. Das wiederum bedeutet, dass entweder die holomorphen oder die antiholomorphen Spinoren kollinear sind, d. h. dass entweder gilt {\displaystyle |1\rangle \propto |2\rangle \propto |3\rangle } oder dass gilt {\displaystyle |1]\propto |2]\propto |3]}.
Mit dieser Einschränkung kann nun aus der farbgeordnenten Feynman-Regel für den 3-Gluon-Vertex die Streuamplitude in niedrigster Ordnung berechnet werden. Diese lautet (mit den Gluon-Polarisationen {\displaystyle \epsilon _{1}^{\mu }}, {\displaystyle \epsilon _{2}^{\mu }} und {\displaystyle \epsilon _{3}^{\mu }}):
{\displaystyle V_{\text{3-Gluon}}={\frac {1}{\sqrt {2}}}\left[(\epsilon _{1}\cdot \epsilon _{2})(p_{12}\cdot \epsilon _{3})+(\epsilon _{2}\cdot \epsilon _{3})(p_{23}\cdot \epsilon _{1})+(\epsilon _{3}\cdot \epsilon _{1})(p_{31}\cdot \epsilon _{2})\right]}
Wobei {\displaystyle p_{ij}=p_{i}-p_{j}} ist und ein Kopplungsfaktor von {\displaystyle -\mathrm {i} g} unterdrückt wurde.
Die Eichvektoren der Gluon-Polarisationen wählen wir als {\displaystyle \mu _{1}=\mu _{2}=\mu _{3}=\mu }, sodass der erste Term verschwindet (da die Helizität der ersten beiden Polarisationen übereinstimmt).
Im Fall der MHV-Amplitude gilt nun:
{\displaystyle \epsilon _{2}^{-}\cdot \epsilon _{3}^{+}=-{\frac {\langle \mu 2\rangle [\mu 3]}{\langle 3\mu \rangle [2\mu ]}}}
{\displaystyle p_{23}\cdot \epsilon _{1}^{-}=-{\sqrt {2}}{\frac {[\mu 3]\langle 31\rangle }{[1\mu ]}}}
Einsetzen ergibt:
{\displaystyle A_{3}(1^{-},2^{-},3^{+})=-{\frac {\langle \mu 2\rangle [\mu 3]}{\langle 3\mu \rangle [2\mu ]}}{\frac {[\mu 3]\langle 31\rangle }{[1\mu ]}}-1\leftrightarrow 2={\frac {[\mu 3]^{2}}{[1\mu ][2\mu ]}}{\frac {\langle \mu 2\rangle \langle 31\rangle -\langle \mu 1\rangle \langle 32\rangle }{\langle 3\mu \rangle }}={\frac {[\mu 3]^{2}}{[1\mu ][2\mu ]}}\langle 12\rangle }
Im letzten Schritt wurde dabei die Schouten-Identität benutzt: {\displaystyle \langle ij\rangle \langle kl\rangle +\langle jk\rangle \langle il\rangle +\langle ki\rangle \langle jl\rangle =0}
Mittels der Kollinearität gilt im ersten Term {\displaystyle |2]=a|1]} und {\displaystyle |3]=b|1]} mit reellen Zahlen {\displaystyle a} und {\displaystyle b}. Es folgt also:
{\displaystyle A_{3}(1^{-},2^{-},3^{+})={\frac {b^{2}}{a}}\langle 12\rangle }
Die Impulserhaltung besagt nun für {\displaystyle a} und {\displaystyle b}:
{\displaystyle (|1\rangle +a|2\rangle +b|3\rangle )[1|=0} woraus nach Multiplikation mit {\displaystyle \langle 2|} resp. {\displaystyle \langle 3|} von links folgt: {\displaystyle a={\frac {\langle 31\rangle }{\langle 23\rangle }},b={\frac {\langle 12\rangle }{\langle 23\rangle }}}
Daraus ergibt sich die 3-Gluon-Formel in der obigen Gestalt:
{\displaystyle A_{3}(1^{-},2^{-},3^{+})={\frac {\langle 12\rangle ^{3}}{\langle 31\rangle \langle 23\rangle }}}
Der Beweis für den Anti-MHV-Fall ist analog.

## Beweis der allgemeinen Parke-Taylor-Formel
In der modernen Literatur wird die Parke-Taylor-Formel über die BCFW-Rekursionsrelationen induktiv bewiesen. Für die n-Gluon-MHV-Amplitude wird der Term also aus der (n‑1)‑Gluon‑MHV‑Amplitude abgeleitet, wie im Folgenden gezeigt wird.
Seien o. B. d. A. die Teilchen mit negativer Helizität {\displaystyle 1} und {\displaystyle n}. Dann werden die Impulse {\displaystyle p_{1}=|1\rangle [1|} und {\displaystyle p_{n}=|n\rangle [n|} verschoben gemäß 
{\displaystyle |1\rangle \to |1\rangle -z|n\rangle }
{\displaystyle |n]\to |n]+z|1]}
Die Verschiebung entspricht einer {\displaystyle \langle --]}-Verschiebung, was zu gültigen BCFW-Rekursionsrelationen führt.
Die BCFW-Rekursionsrelationen sind gegeben durch
{\displaystyle A_{n}(1,...,n)=\sum _{i=2}^{n-1}\sum _{s}A_{L}(1(z_{P_{i}}),...,i-1,P_{i}^{s}(z_{P_{i}})){\frac {1}{P_{i}^{2}}}A_{R}(-P_{i}^{\bar {s}}(z_{P_{i}}),i,...,n(z_{P_{i}}))}
Wobei {\displaystyle P_{i}(z)=p_{1}(z)+\sum _{k=2}^{i}p_{k},i=\{2,...,n-1\}} und {\displaystyle z_{P_{i}}={\frac {P_{i}^{2}(z=0)}{\langle n|P_{i}(z=0)|1]}}} gilt.
Alle Amplituden, wo eine Helizität nur einmal auftaucht, verschwinden, mit Ausnahme der 3-Gluon-Amplitude. Für die 3-Gluon-Amplitude gibt es eine nicht-verschwindende Amplitude im Falle von kollinearen Spinoren (siehe oben).
In der Summe über alle Teilamplituden bleiben also nur zwei Terme stehen, die wie folgt aussehen:
{\displaystyle A_{n}(1^{-},2^{+},...,(n-1)^{+},n^{-})}
{\displaystyle =A_{3}(1^{-}(z_{P_{2}}),2^{+},P_{2}^{+}(z_{P_{2}})){\frac {1}{P_{2}^{2}}}A_{n-1}(-P_{2}^{-}(z_{P_{2}}),3^{+},...,(n-1)^{+},n^{-}(z_{P_{2}}))}
{\displaystyle +A_{n-1}(1^{-}(z_{P_{n-1}}),2^{+},...,(n-2)^{+},P_{n-1}^{-}(z_{P_{n-1}})){\frac {1}{P_{n-1}^{2}}}A_{3}(-P_{n-1}^{+}(z_{P_{n-1}}),(n-1)^{+},n^{+}(z_{P_{n-1}}))}
Dabei ist {\displaystyle P_{2}(z)=p_{1}(z)+p_{2}} und {\displaystyle P_{n-1}=-p_{n-1}-p_{n}(z)}. 
Im zweiten Term würde jedoch aus der geforderten Kollinearität der Spinoren der 3-Gluon-{\displaystyle {\overline {MHV}}}-Amplitude die Kollinearität von {\displaystyle p_{n}} und {\displaystyle p_{n-1}} folgen, was im Allgemeinen nicht gegeben ist. Im ersten Term taucht dieses Problem nicht auf, da ja {\displaystyle |1\rangle } gerade verschoben wird. Es verschwindet also der zweite Term und der erste bleibt stehen.
Für den {\displaystyle z}-Wert gilt dann:
{\displaystyle z_{P_{2}}={\frac {P_{2}^{2}}{\langle n|P_{2}|1]}}={\frac {\langle 12\rangle [21]}{\langle n2\rangle [21]}}={\frac {\langle 12\rangle }{\langle n2\rangle }}}
Einsetzen liefert nun:
{\displaystyle A_{n}(1^{-},2^{+},...,(n-1)^{+},n^{-})=\underbrace {-{\frac {[2(-P(z))]^{3}}{[12][(-P(z))1]}}} _{\text{3-Gluon-Amplitude}}{\frac {1}{\langle 12\rangle [21]}}\underbrace {\frac {\langle nP(z)\rangle ^{3}}{\langle P(z)3\rangle \langle 34\rangle ...\langle (n-1)n\rangle }} _{(n-1){\text{-Gluon MHV-Amplitude}}}}
Mit {\displaystyle [2(-(P(z))]\langle P(z)n\rangle =[2|P(z)|n\rangle =[2|p_{1}|n\rangle =[21]\langle 1n\rangle } und {\displaystyle \langle 3P(z)\rangle [P(z)1]=\langle 3|P(z)|1]=\langle 3|p_{2}|1]=\langle 32\rangle [21]} folgt daraus:
{\displaystyle A_{n}(1^{-},2^{+},...,(n-1)^{+},n^{-})={\frac {\langle 1n\rangle ^{3}}{\langle 12\rangle \langle 23\rangle \langle 34\rangle ...\langle (n-1)n\rangle }}}
Das ist die gesuchte {\displaystyle n}-Gluon-MHV-Amplitude.
Der Nachweis für Anti-MHV-Amplituden folgt dem gleichen Schema.